# シウポワリ
シウポワリ（ナワトル語: Xiuhpohualli）は、16世紀まで現在のメキシコに存在した国家・アステカで用いられていた太陽暦（アステカ暦）。太陽年に近い365日の周期を持つ。
20日からなる「月」が18か月と、名前のない5日から構成される。同様の暦はメソアメリカ一般に見られ、マヤ暦でハアブと呼ばれるものと基本的に同一である。

## 概要
365日の「年」はナワトル語でシウィトル(xihuitl)と呼ばれる。シウポワリとはシウィトル（接続形 xiuh-）を数えること(pōhualli)を意味する。
シウポワリは20日からなる「月」が18か月と、名前のない余日5日（ネモンテミ、凶日と考えられた）から構成される。実際の太陽日が365日より少し長いことはメソアメリカではよく知られていたが、シウポワリに閏日は存在せず、どのように暦と季節とのずれを調整していたかは知られていない。
20日しかないのに「月」と呼ぶのはややおかしいが、ナワトル語ではメツトリ(mētztli)と呼び、これは天体の月と同じ語である。スペイン語で20のまとまりを表すベインテナ(veintena)という名前で呼ぶこともある。
シウポワリは実用と祭祀の両方の目的に用いられ、月ごとに決まった儀式が行われた。また20日を4分割した5日ごとの周期は、現代の週と同様の生活パターンの単位として使われた。
260日周期のトナルポワリと比べてシウポワリは吉凶を知る上での重要度は低かったが、名前のない5日は特に危険な日と考えられ、この期間に誕生した子は不運であると見なされた。

## 月の名
18の各月には名前があったが、それぞれの月が西洋の何月にあたるかは資料によって大幅に異なる。16世紀のベルナルディーノ・デ・サアグンによると、ユリウス暦との対応は以下の通りだった。
| 番号              | ナワトル語名                   | ユリウス暦の日付    |
| ----------------- | ------------------------------ | ------------------- |
| 1                 | Atlcahualo                     | 2月12日 - 3月3日    |
| 2                 | Tlacaxipehualiztli             | 3月4日 - 3月23日    |
| 3                 | Tozoztontli                    | 3月24日 - 4月12日   |
| 4                 | Huey tozoztli                  | 4月13日 - 5月2日    |
| 5                 | Toxcatl                        | 5月3日 - 5月22日    |
| 6                 | Etzalcualiztli                 | 5月23日 - 6月11日   |
| 7                 | Tecuilhuitontli                | 6月12日 - 7月1日    |
| 8                 | Huey tecuilhuitl               | 7月2日 - 7月21日    |
| 9                 | Tlaxochimaco-Miccailhuitontli  | 7月22日 - 8月10日   |
| 10                | Xocotlhuetzi-Huey miccailhuitl | 8月11日 - 8月30日   |
| 11                | Ochpaniztli                    | 8月31日 - 9月19日   |
| 12                | Teotleco                       | 9月20日 - 10月9日   |
| 13                | Tepeilhuitl                    | 10月10日 - 10月29日 |
| 14                | Quecholli                      | 10月30日 - 11月18日 |
| 15                | Panquetzaliztli                | 11月19日 - 12月8日  |
| 16                | Atemoztli                      | 12月9日 - 12月28日  |
| 17                | Tititl                         | 12月29日 - 1月17日  |
| 18                | Izcalli                        | 1月18日 - 2月6日    |
| Nemontemi（無名） | Nemontemi（無名）              | 2月7日 - 2月11日    |